# Kaplica pałacowa w Akwizgranie

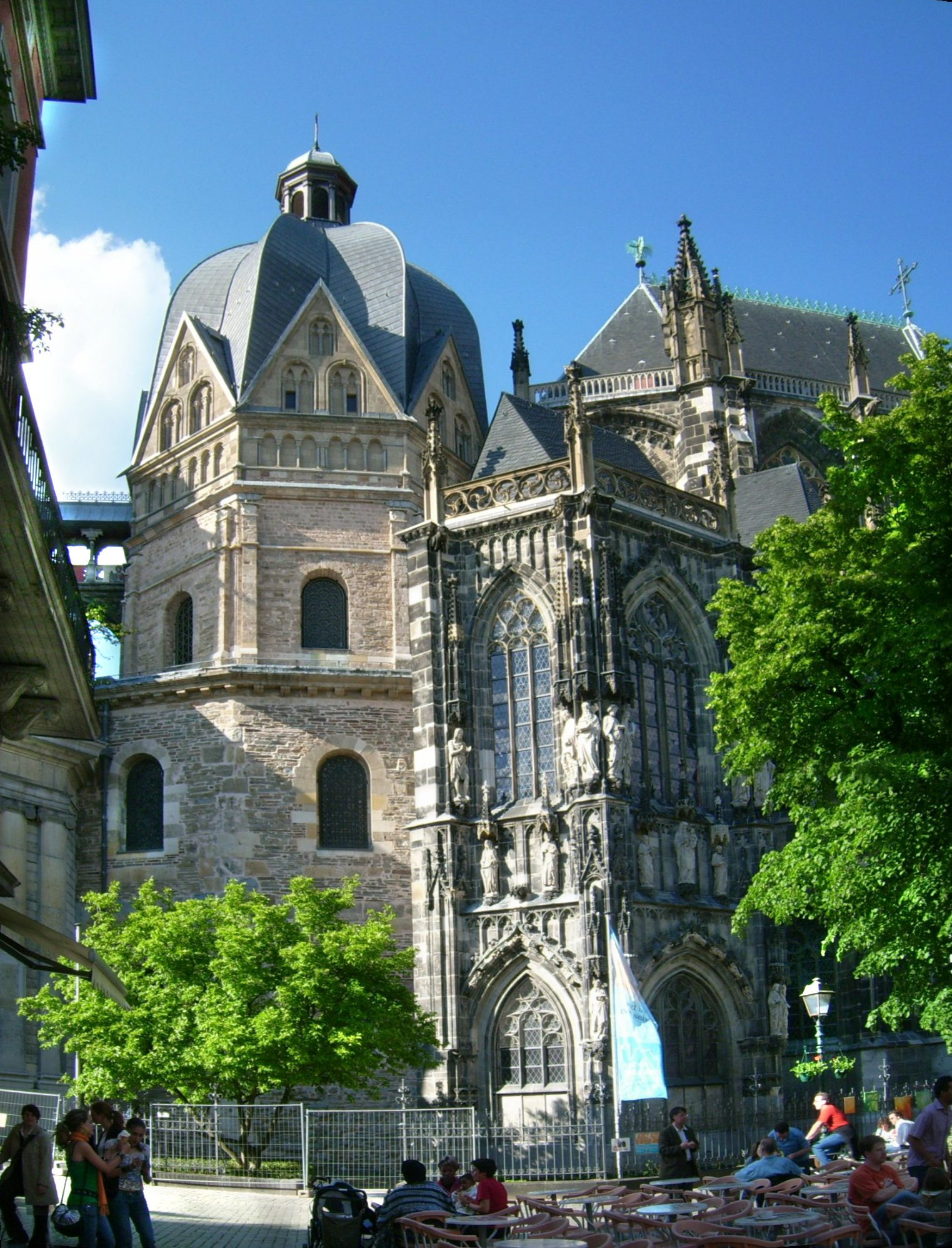
Widok kaplicy pałacowej od strony południowej

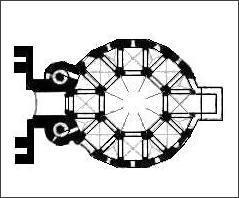
Plan kaplicy

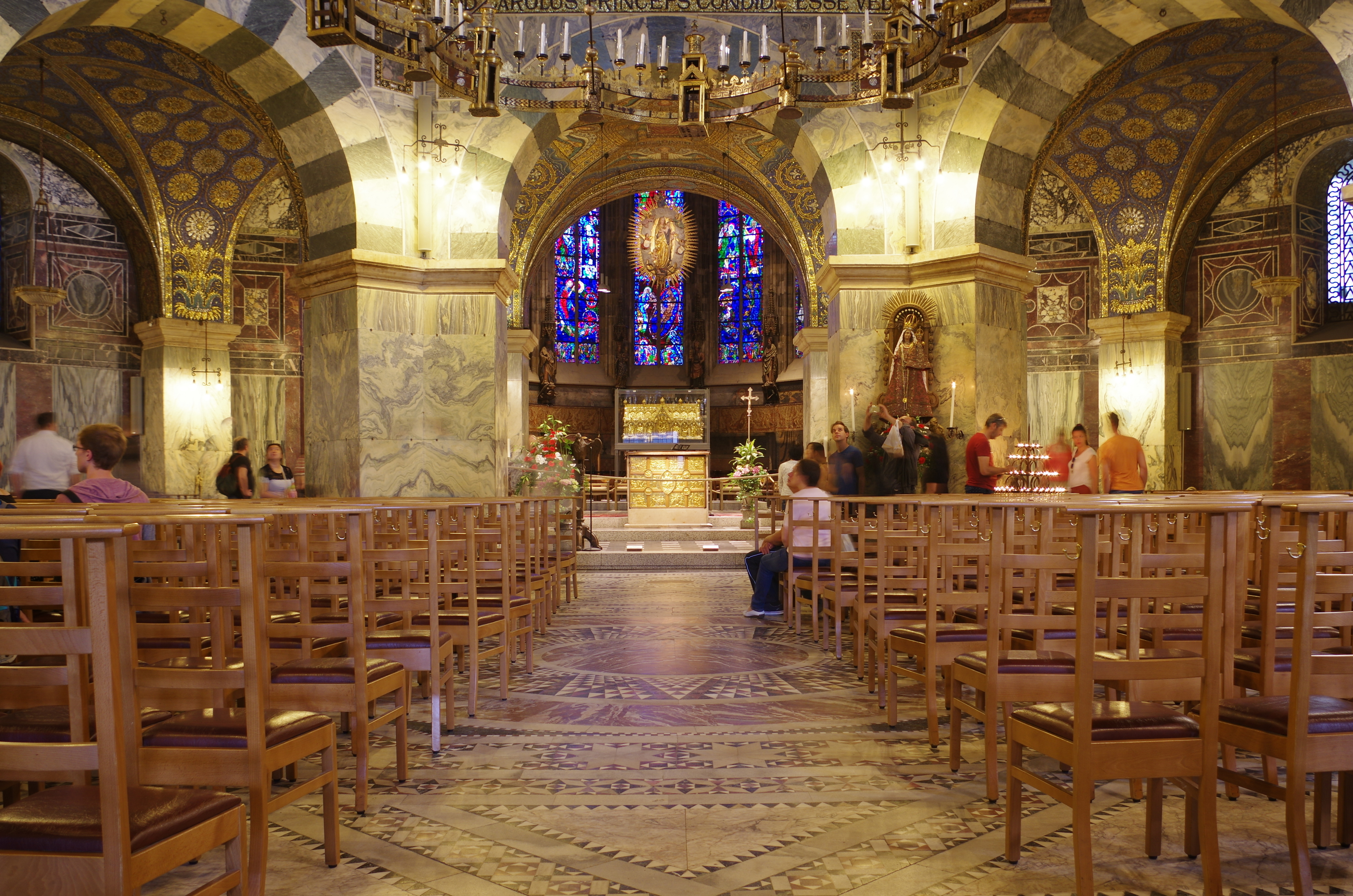
Wnętrze kaplicy

Kaplica w Akwizgranie (niem. Pfalzkapelle) – jeden z najważniejszych zabytków sztuki karolińskiej – zbudowana jako część kompleksu pałacowego Karola Wielkiego i miejsce jego pochówku, stanowi rdzeń obecnej katedry w Akwizgranie, wpisanej w 1978 na listę światowego dziedzictwa UNESCO. Kaplica została zbudowana w latach ok. 786–800 przez Odona z Metzu jako część kompleksu pałacowego Karola Wielkiego i miejsce jego pochówku. Została konsekrowana w 805 roku przez papieża Leona III. 

## Architektura

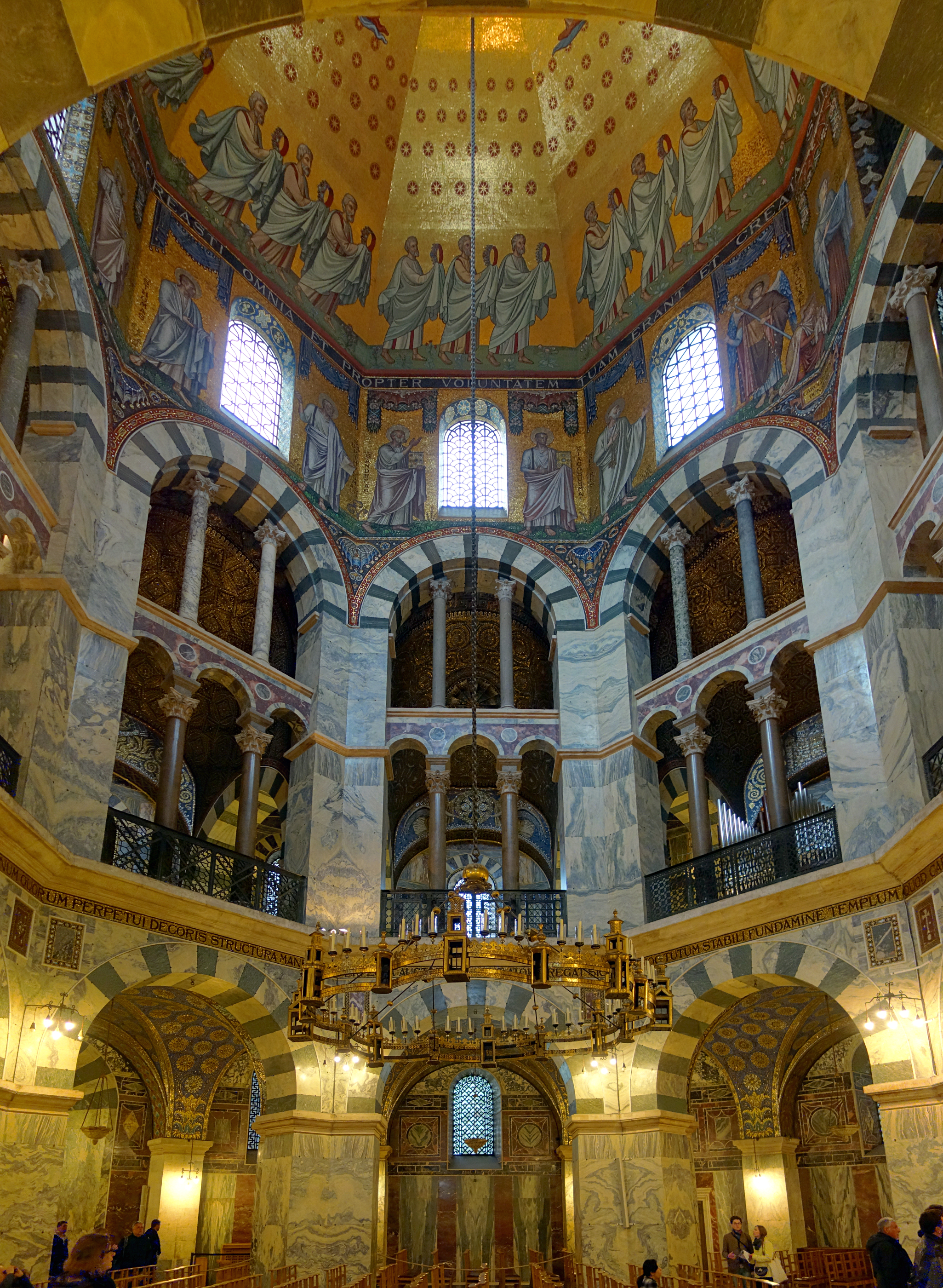
Wnętrze kaplicy

Od strony architektonicznej kaplica jest wzorowana na bizantyjskim kościele San Vitale w Rawennie i kościele św. Sergiusza i Bachusa w Konstantynopolu. Dobór wzorów ma podłoże czysto ideowe – akwizgrańska kaplica miała upamiętniać zjednoczone cesarstwo rzymskie. Wzniesiona jest na planie centralnym: środkowa, ośmioboczna część otoczona jest  dwukondygnacyjną, szesnastoboczną nawą zewnętrzną. Część centralna nakryta jest ośmiobocznym sklepieniem klasztornym, obejście – sklepieniem krzyżowym. Od strony zachodniej umieszczono westwerk z emporą i tronem cesarza między wieżami.
Historyczny kompleks tworzyła kaplica i położony na północ pałac cesarski. Kaplica miała plan zbliżony do koła, z niewielkim prostokątnym prezbiterium oraz westwerkiem poprzedzonym prostokątnym atrium. Natomiast pałac miał plan prostokątny, pośrodku dłuższych boków znajdowały się półokrągłe absydy. Także półokrągłe zamknięcie znajdowało się od strony zachodniej. Oba ściśle oparte na osi zachód-wschód założenia były połączone prostopadle usytuowanym gankiem.
Kaplica wyrażała nie tylko pobożność cesarza, lecz także potęgę jego władzy i przede wszystkim świadomość odnowienia dawnej potęgi cesarstwa rzymskiego. Zawiera ona świadomą syntezę antycznego i chrześcijańskiego dziedzictwa, była największą budowlą centralną położoną na północ od Alp. Struktura przestrzenna i dekoracja kaplicy jest podporządkowana biblijnej wizji Niebiańskiego Jeruzalem, natomiast oktogonalny plan odwołuje się do antycznej i chrześcijańskiej symboliki liczby osiem – która symbolizuje harmonię i doskonałość i przede wszystkim oktawę Zmartwychwstania znaną już w III wieku po Chrystusie.
Wnętrze podzielone jest na cztery kondygnacje, przy czym najwyższa pochodzi z XVII-wiecznej nadbudowy kaplicy, która otrzymała kopułę. Trzy dolne kondygnacje podporządkowane są arkadowej artykulacji ścian, które de facto niemal w całości są przeprute monumentalnymi arkadami. Najniższa kondygnacja charakteryzuje się masywnością arkad, a zwieńczona jest wydatnym gzymsem, ponad którym znajduje się brązowa balustrada.  Fragmenty balustrady pochodzą z czasów karolińskich. Dwie wyższe kondygnacje zwieńczone są wysoko usytuowanymi arkadami o trójdzielnym podziale, który tworzą pary 32 marmurowych kolumn. Kolumny  mają porządek koryncki, a 22 z nich to antyczne spolia, pochodzące z Rzymu i Rawenny. Pierwotny komplet trzydziestu dwóch spoliów został zdjęty przez wojska francuskie podczas najazdu na Akwizgran w 1792 roku, dziesięć z nich bezpowrotnie przepadło, pozostałe zostały odzyskane i wtórnie wbudowane. W okresie gotyckim dobudowano do kaplicy chór, a całość przebudowano na katedrę w XIX wieku.